# 金鶏山
金鶏山（きんけいざん、きんけいさん）
1. 岩手県西磐井郡平泉町にある山。本項で詳述。
2. 宮城県登米市にある標高72mの山。
3. 群馬県富岡市にある標高856mの山。妙義山の一つ。

金鶏山（きんけいざん、きんけいさん）は、岩手県西磐井郡平泉町にある山。
国の史跡。2011年（平成23年）6月26日、「平泉―仏国土（浄土）を表す建築・庭園及び考古学的遺跡群―」の構成資産の一つとして世界遺産に登録された。2014年3月18日には「おくのほそ道の風景地」の一つとして国の名勝に指定された（10県13か所一括指定されたうちの一つ）。

## 概要
中尊寺と毛越寺のほぼ中間に位置する都市平泉の空間設計の基準となった信仰の山である。奥州藤原氏3代秀衡が、宇治の平等院を模して建立した無量光院の西側に一晩で築かせたとの伝説が残る。名称は山頂に雄雌一対の金の鶏を埋めたことにちなむと伝わる。標高は98.6m。
伝説の金鶏を求めて1930年（昭和5年）に頂上付近が盗掘された際に、経塚であったことを示す銅製経筒や陶器の壺・甕などが掘り出されている。2005年（平成17年）2月22日付けで国の史跡に指定された。
麓には藤原三代の位牌、秀衡の木像などが安置されている千手堂、源義経妻子の墓と伝えられる五輪塔、平泉文化遺産センター、花立廃寺跡（特別史跡）がある。

## 文化財

### 史跡
- 金鶏山 - 史跡、2005年（平成17年）7月11日指定[1]。

### 世界遺産
- 「平泉―仏国土（浄土）を表す建築・庭園及び考古学的遺跡群―」の構成資産の一つ。2011年（平成23年）6月26日登録[7]。

## ギャラリー

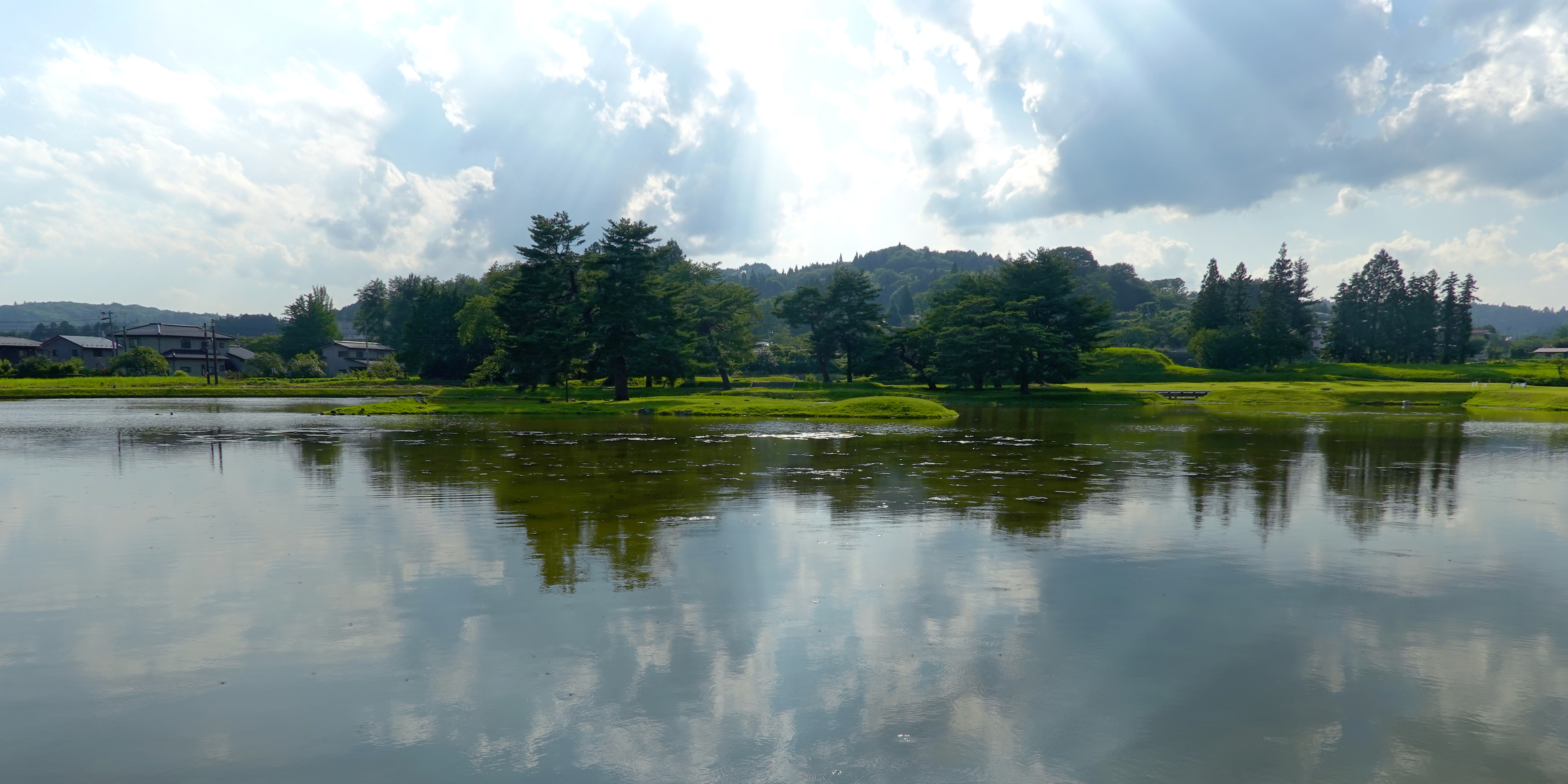
無量光院跡と金鶏山山体
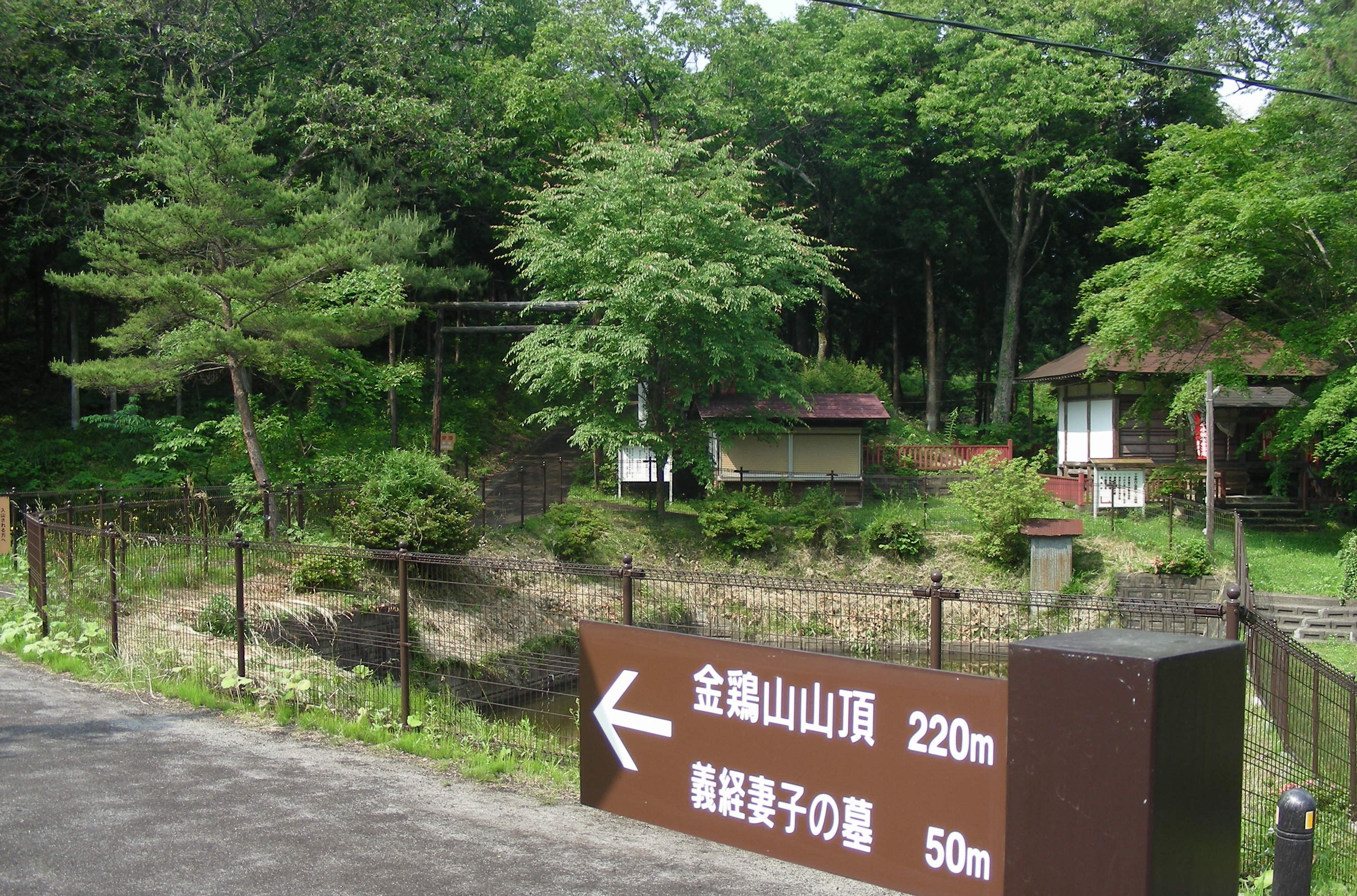
千手堂と金鶏山登山道入り口
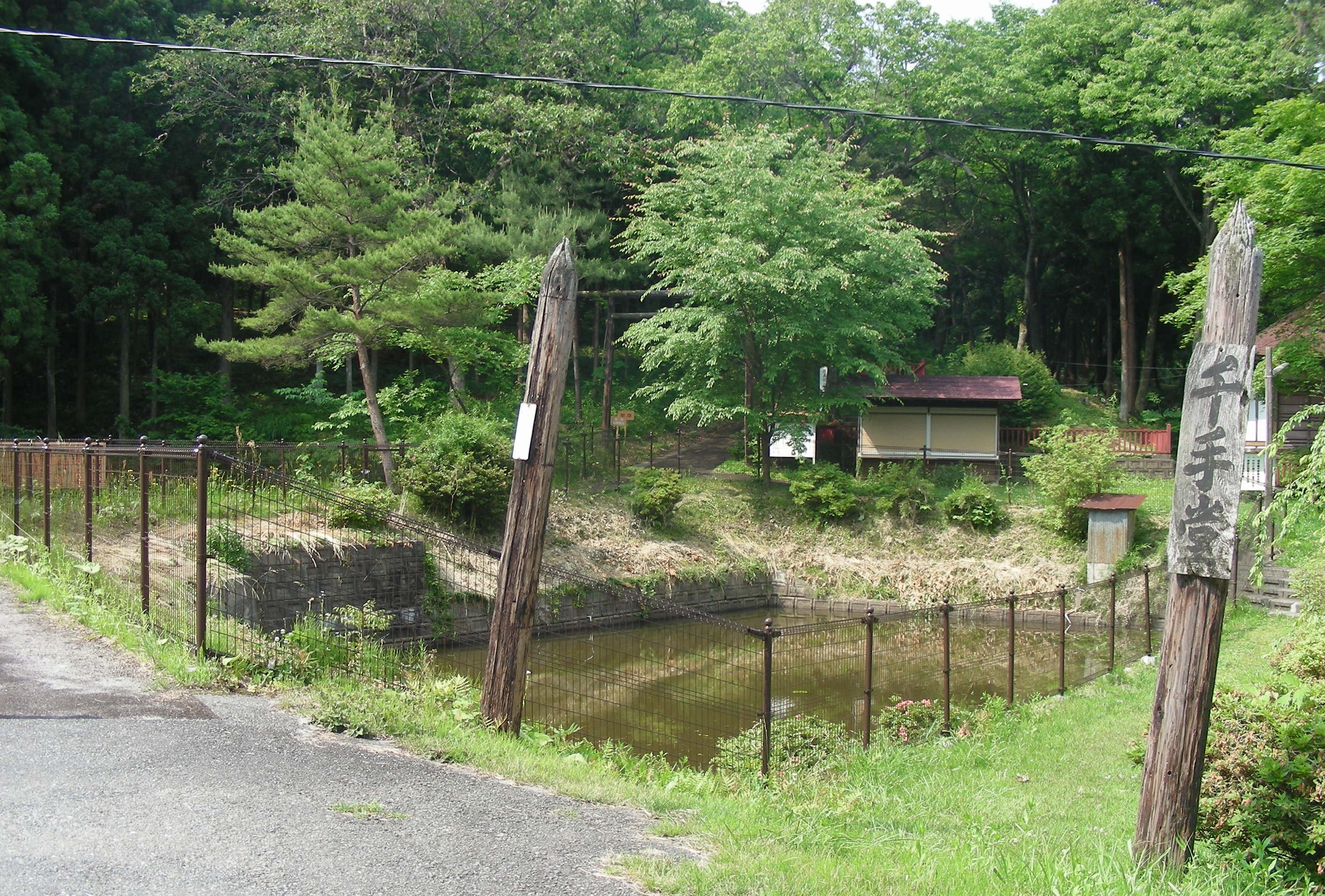
金鶏山登山道入り口にある千手堂
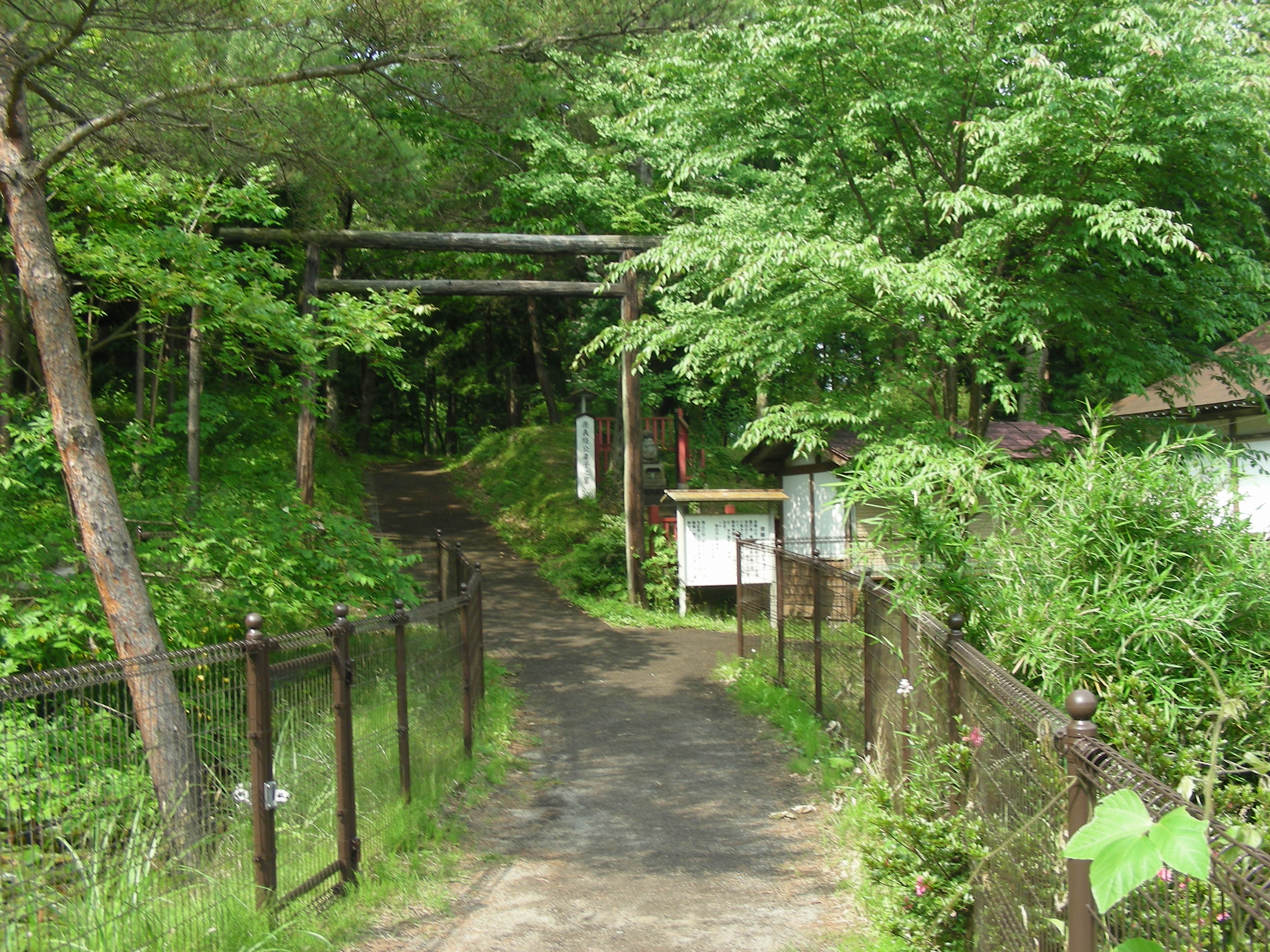
金鶏山登山道入り口
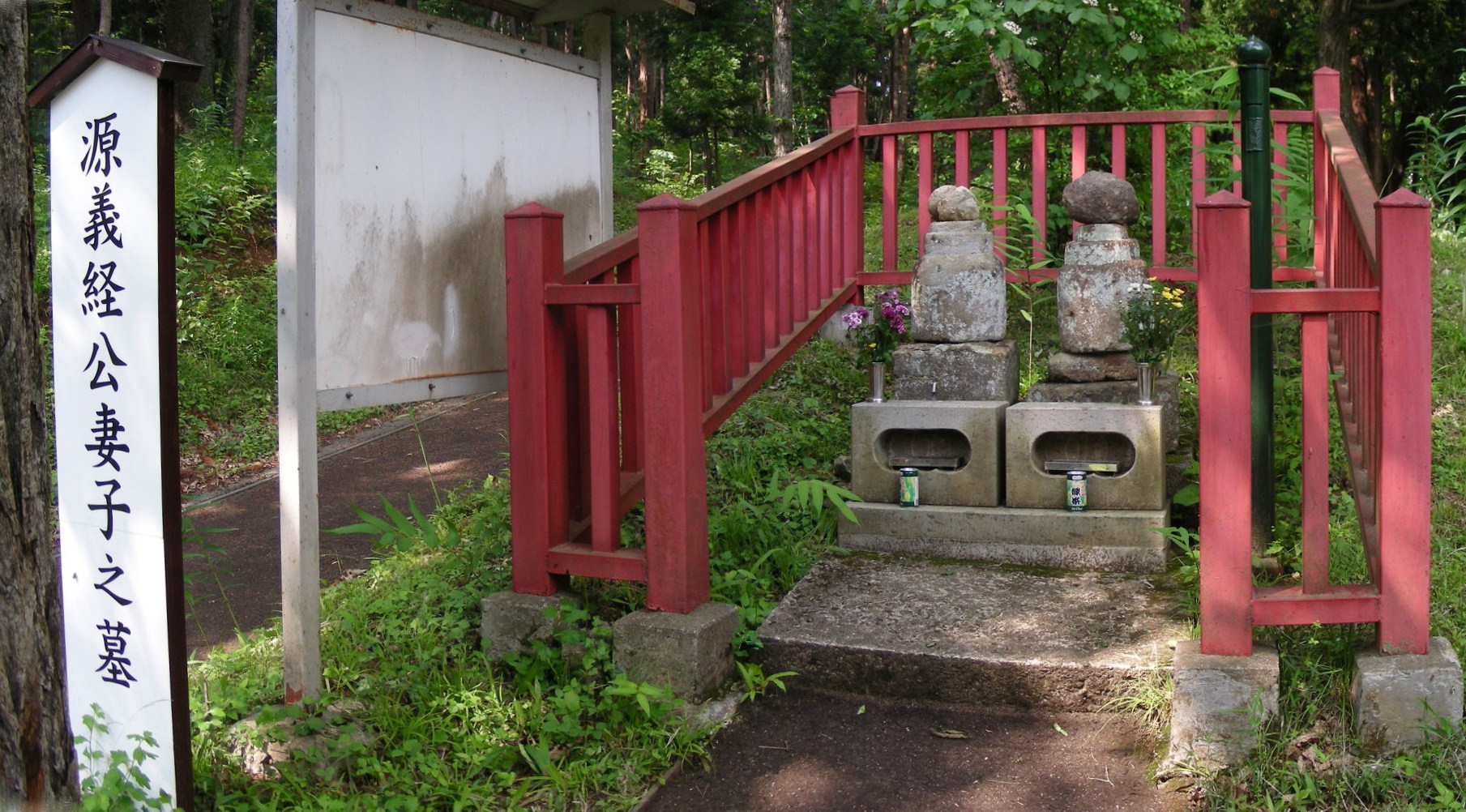
千手堂境内
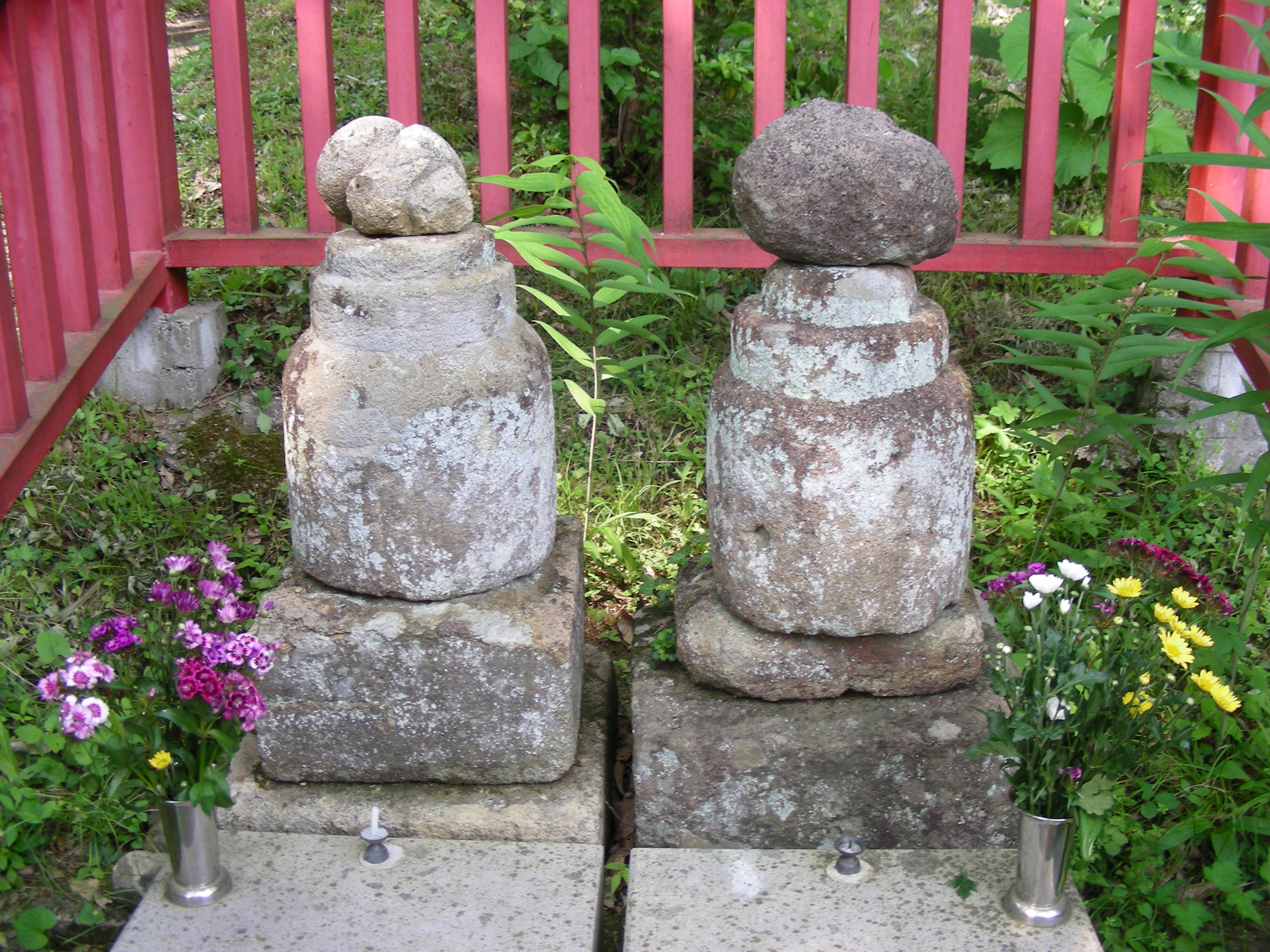
義経妻子の墓